# إدوارد س. إليوت
إدوارد س. إليوت (بالإنجليزية: Edward C. Elliott)‏ هو مربي أمريكي، ولد في 21 ديسمبر 1874، وتوفي في 16 يونيو 1960.